# قبضة الغضب
الاتصال الصيني أو ما يسمى بقبضة الغضب فيلم عُرض في عام 1972 من بطولة بروس لي

## أحداث الفيلم
تدور أحداث الفيلم في شنغهاي ـ شرق الصين ـ حول تشن تشن الشاب الذي عاد من خارج البلاد ليجد ان معلمه ((هو يون جا)) قد مات، ولكنه يتعجب لموت معلمه نتيجة لهزيمته من منافس ياباني غير كفؤ، وهذا الي أثار شكوك تشن تشن وجعله يبحث عن سبب أخر لموت معلمه، وبالفعل إتضح له أنه مات مسموماً. ودارت مشاجرات بين مدرسه يابانيه، ومدرسه تشن تشن الصينية وظل اليابانيون يحتقرون الصينيون.. حتى لقنهم تشن تشن درساً قاسياً, ولكن سرعان ما انتقم اليايانيون من الصينيون، ولم يهدء تشن تشن حتى قتل جميع الأشخاص الذين تسببوا في مقتل معلمه.
وفي النهاية طالبت الحكومة اليابانية بتسليم تشن تشن أو غلق المدرسة الصينية، فسلم تشن تشن نفسه وقاموا برميه بالرصاص.

## مشاهد من الفيلم
- الفيلم يتضمن عبارات هامة وعنصرية بحق الصينيين ككتابة رجل آسيا المريض، ويقصد هذه العبارة هم الشعب الصيني...
- المجزرة الرهيبة التي أرتكبت المدرسة اليابانية على طريقة الساموراي، والتي راح ضحيتها الكثير من الطلبة، والمشكلة الأكبر أن الحكومة اليابانية وخاصة التمثيل الدبلوماسي يتجاهلون مجازر ضد الصينيين ويبحثون عن البطل تشن تشن ((بروس لي بطل الفيلم)).
- بروس لي يشعر بالقهر من اليابانيين، واليابانيون الحمقاء يظنون أن الصينيين كثير العدد لا يستطيعون هزيمة اليابانيين متجاهلاً، احتلال العسكري الياباني في مدينة شنغهاي ـ مدينة ساحلية شرق الصين ـ ورغبة اليابانيين في إتمام السيطرة على المدارس الصينية.
- مشاركة الممثل الياباني ريكي هاشموتو ((Riki Hashimoto)) بدور مدير المدرسة الياباني الشرير، وملامح وجهه واضحه، وفرق كبير بين بيئة المدرسة الصينية بهدوئها وبين المدرسة اليابانية والتي أشبه ببيئة الساموراي، إضافة إلى خلفية جبل فوجي، والسيف المعروف كتاكانا، وخلفيات جميلة فنية.

## وصلات خارجية
- قبضة الغضب على موقع IMDb (الإنجليزية)
- قبضة الغضب على موقع روتن توميتوز (الإنجليزية)
- قبضة الغضب على موقع ألو سيني (الفرنسية)
- قبضة الغضب على موقع أول موفي (الإنجليزية)
- قبضة الغضب على موقع فيلمافينيتي (الإسبانية)
- قبضة الغضب على موقع قاعدة بيانات الفيلم (الإنجليزية)
- قبضة الغضب على موقع ليتربوكسد (الإنجليزية)
- قبضة الغضب على موقع كينوبويسك (الروسية)
- Fist of Fury at the قاعدة بيانات أفلام هونغ كونغ